# Panchrysia contacta
Panchrysia contacta là một loài bướm đêm trong họ Noctuidae.